# Roy Hudd
Roy Hudd (Croydon (Londen), 16 mei 1936 – Londen, 15 maart 2020) was een Brits acteur, auteur, komiek en radiopresentator.

## Biografie
Hudd werd geboren in Croydon (Londen), waar hij de middelbare school doorliep aan de Tavistock Secondary Modern School en Croydon Secondary Technical School. Na zijn schooltijd voerde hij diverse banen uit voordat hij in de showbizzwereld ging werken. Hudd werd in 2004 geridderd met een Orde van het Britse Rijk voor al zijn werk.
Hudd begon in 1959 zijn carrière als radiopresentator in het programma Workers' Playtime, een radioprogramma van de BBC. Hierna presenteerde hij nog diverse programma's op de BBC-radio.
Hudd begon in 1960 met acteren voor de televisie in de televisieserie Our House, waarna hij in nog meerdere televisieseries en films speelde. Hij speelde in onder andere Not So Much a Programme, More a Way of Life (1964-1965), Lipstick on Your Collar (1993), Coronation Street (2002-2010) en Broadchurch (2017). Naast het acteren voor televisie was hij ook actief in theaters door heel het land. In 1983 werd hij beloond met een Laurence Olivier Award voor rol in de musical Underneath the Arches.

## Filmografie

### Films
Uitgezonderd korte films.
- 2018 Patrick - als Eric de verzorger
- 2015 We're Doomed! The Dad's Army Story - als Bud Flanagan
- 2014 Robot Overlords - als morsecode Martin
- 2008 Florence Nightingale - als klantenlokker muziekhal
- 2005 Jack, the Last Victim - als sir Geoffrey
- 2005 Coronation Street: Pantomime - als Archie Shuttleworth
- 2004 The Final Quest - als Charlie
- 2004 The Second Quest - als Charlie
- 2002 The Quest - als Charlie
- 2000 Purely Belter - als mr. Sewell
- 1999 A Kind of Hush - als chef
- 1997 April Fool's Day - als Sid
- 1995 Heavy Weather - als Beach
- 1993 Peter and the Wolf: A Prokofiev Fantasy - als Sergei Prokofiev
- 1986 Cinderella: The Shoe Must Go On - als Magnesia
- 1973 An Acre of Seats in a Garden of Dreams - als verteller
- 1972 The Alf Garnett Saga - als melkman
- 1972 Up the Chastity Belt - als Nick the Pick
- 1971 The Magnificent Seven Deadly Sins - als visser
- 1971 Up Pompeii - als M.C.
- 1968 The Blood Beast Terror - als aanwezige uitvaarthuis

### Televisieseries
Uitgezonderd eenmalige gastrollen.
- 2017 Broadchurch - als David Barrett - 5 afl.
- 2010 Just William - als Bob Andrews - 2 afl.
- 2002-2010 Coronation Street - als Archie Shuttleworth - 33 afl.
- 2010 Missing - als Jack Croft - 4 afl.
- 1994-1997 Common As Muck - als John Parry - 12 afl.
- 1996 Karaoke - als Ben Baglin - 4 afl.
- 1993 Lipstick on Your Collar - als Harold Atterbow - 6 afl.
- 1966-1967 The Illustrated Weekly Hudd - als ?? - 21 afl.
- 1965 Hudd - als diverse personages - 6 afl.
- 1964-1965 Not So Much a Programme, More a Way of Life - als diverse personages - 61 afl.